# Pyrestes inaequalicollis
Pyrestes inaequalicollis là một loài bọ cánh cứng trong họ Cerambycidae.